# ガス発生器サイクル

ガス発生器サイクルの模式図。燃料と酸化剤の一部をガス発生器で燃焼させ、それによりターボポンプを駆動する、発生した排気ガスはそのまま排出される。多くのエンジンでは、推進剤によって燃焼室やノズルの冷却も行っている。

ガス発生器サイクル (ガスはっせいきサイクル）またはガスジェネレータサイクル、オープンサイクルは、2液推進系ロケットエンジンの動作サイクルの1つである。
燃料と酸化剤の一部を主燃焼室とは別のガス発生器（副燃焼室）で燃焼させ、その燃焼ガスで燃料・酸化剤を供給するターボポンプを駆動させる。ターボポンプを駆動した後のガスはそのまま排出される。
ガス発生器サイクルには、同様に副燃焼室を用いる二段燃焼サイクルに比べいくつかの有利な点がある。ガス発生器に燃料・酸化剤を送る場合には、二段燃焼サイクルの高圧のプレバーナーへ推進剤を供給する場合のように高い圧力を加える必要がない。そのためにターボポンプの開発や製造はより容易になる。二段燃焼サイクルに比べて比推力でやや劣り推力も下がるものの、開発や製造にかかるコストを抑える事が出来る。なお、ガス発生器用に用いられている燃料・酸化剤が直接出力に寄与しないため、推進剤効率の面では劣る部分がある。
ガス発生器サイクルを採用している主なロケットエンジンとしては、サターンVの第1段エンジンF-1や、その上段エンジンのJ-2、アリアン5のヴァルカンなどがある。日本においては、H-IロケットのLE-5がこの形式である。
ファルコン1第1段のマーリンは最新式のガス発生器式エンジンの一例である。

## ガス発生器サイクルのエンジン
H-1
ジュピターロケットやサターンI、サターンIBに使用された。
RS-72
アリアン5の上段用として開発されたが使用されなかった。
J-2
サターンVロケットの第二段に使用
F-1
サターンVロケットの第一段に使用されたエンジン
マーリン
ファルコン1、ファルコン9に使用される。推進剤はケロシン/液体酸素
LE-5
H-Iロケットの第二段に使用された液体水素/液体酸素エンジン
LE-8
GXロケットの第二段の為に開発された液化天然ガス/液体酸素エンジン
LR-87
タイタンロケットの第一段エンジン。ケロシン/液体酸素、エアロジン-50/二酸化窒素、液体水素/液体酸素のそれぞれの推進剤に対応した派生機種があった。
LR-89
アトラスロケットの第一段エンジン。推進剤はケロシン/液体酸素
LR-91
タイタンロケットの第一段エンジン。推進剤は当初ケロシン/液体酸素だったが、後に非対称ジメチルヒドラジン/四酸化二窒素になった。
LR-105
アトラスロケットの第一段エンジン。推進剤はケロシン/液体酸素
MB-3-3
デルタロケットの第一段エンジン。日本でもライセンス生産され、N-Iロケット、N-IIロケット、H-Iロケットまで使用された。推進剤はケロシン/液体酸素
RS-27
ロケットダインによって開発されたデルタロケットの第一段エンジン。推進剤はケロシン/液体酸素
RS-27A
ロケットダインによって開発されたデルタ IIとデルタ IIIの第一段エンジン
CE-20
インド初の液体水素/液体酸素エンジン
バイキングエンジン
アリアン1からアリアン4まで使用されたヨーロッパの非対称ジメチルヒドラジン/四酸化二窒素を推進剤とするエンジン
HM7B
アリアン5ロケットの上段に使用されるヨーロッパ初の液体水素/液体酸素エンジン
ヴァルカン
アリアン5の第一段エンジン
RS-68
現行のデルタロケットの液体水素/液体酸素エンジン
YF-73
長征3号ロケットの上段に使用される中国初の液体水素/液体酸素エンジン
YF-75
中国の第二世代液体水素/液体酸素エンジン
Bell 8000
アジェナロケットに使用された上段エンジン。推進剤は非対称ジメチルヒドラジン/硝酸